# Коридорас дублюючий
Коридорас дублюючий (Corydoras duplicareus) — вид сомоподібних риб з роду Коридорас підродини Corydoradinae родини Панцирні соми. Інша назва несправжній коридорас Адольфа. У природі поширений у річках Південної Америки; утримують також в акваріумах.

## Опис
Завдовжки досягає 4-5 см. Голова середнього розміру. Очі невеличкі. Тулуб витягнутий. Спинний плавець складається з 1 жорсткого і 7 м'яких променів. Жировий плавець маленький. Грудні та черевні плавці розташовано близько одні від одних, з яких перші довші. Анальний плавець трохи більше жировому. Хвостовий плавець розділено.
На спині присутня широка смуга темно-чорного кольору, що простягається від основи спинного плавця до хвостового плавця. На голові присутня чорна поперечна смуга, що проходить через очі до зябрових кришок. Позаду й вище очей присутня яскраво-помаранчева або золотава пляма, що простягається спиною перед спинним плавцем. Зверху ця пляма нагадує латинську букву «V». Нижня частина тіла блідо-кремового забарвлення, поступово змінюється на чорне наче вугілля у верхній частині. Нижня частина променів спинного плавця темного кольору, інші плавці світло-жовті.

## Спосіб життя
Є демерсальною рибою. Воліє до чистої та прісної води. Утворює великі групи. Більшу частину життя проводить біля дна. Вдень ховається серед заростей, біля каміння і під корчами. Живиться дрібними безхребетними.

## Розповсюдження
Є ендеміком Бразилії. Поширений у притоках Амазонки — Ріу-Неґру та Ріо-Пуранга.

## Утримання в акваріумі
Рекомендують тримати зграйкою по 4-8 особин. Невибагливі в утриманні. Оптимальними параметрами води є: 22–26 °C, dGH 2-18°, pH 6,0–8,0. Потрібна фільтрація води та її підміна.